# Vicente da Conceição
Vicente da Conceição, auch bekannt als Colonel oder Commander Railos ist ein ehemaliger Freiheitskämpfer aus Osttimor, dem die Bildung einer Todesschwadron während der Unruhen von 2006 vorgeworfen wird.
Durch seinen Kampf in der FALINTIL gegen die Indonesier, die zwischen 1975 und 1999 Osttimor besetzt hielten, wurde er zum Volkshelden. Das Land kam 1999 unter UN-Verwaltung und wurde 2002 in die Unabhängigkeit entlassen. Railos wurde Unteroffizier in den neu gegründeten Verteidigungskräfte Osttimors und arbeitete im Trainingslager in Metinaro, doch bereits im Dezember 2003 aus den Dienst entlassen.

## Railos Rolle während der Unruhen von 2006
2006 rebellierten osttimoresische Soldaten gegen die angebliche Benachteiligung von Soldaten, die aus dem Westteil des Landes stammen. Daraus entwickelten sich Proteste gegen die von der FRETILIN geführten Regierung, die schließlich zum Rücktritt des Premierministers Marí Alkatiri führte.
Der damalige Innenminister Rogério Lobato soll im Laufe der Unruhen illegal eine 31 Mann starke FRETILIN-Miliz aufgestellt und bewaffnet haben, um gegen die meuternden Soldaten und politische Gegner vorzugehen. Railos soll der Anführer dieser Miliz gewesen sein. Später belastete Railos Lobato und Alkatiri in einem Interview des australischen Fernsehsenders ABC zu den Vorkommnissen.
Railos erklärte, er und seine Männer hätten von Lobato mit Wissen von Alkatiri den Auftrag gehabt alle rebellierenden Soldaten zu töten. Nachdem sie aber am 24. und 25. Mai bei Gefechten in Dili fünf Männer verloren hatten, hätten sie eingesehen, dass die Bewaffnung von Zivilisten zu Blutvergießen und Toten auf beiden Seiten führe. Insgesamt kamen neun Menschen bei diesem Gefecht ums Leben. Der ursprüngliche Anführer der Rebellen Leutnant Gastão Salsinha wiederholte die Vorwürfe Colonels Railos. Salsinha sagte, Lobato habe 200 Sturmgewehre an Zivilisten verteilt, die aus Polizeibeständen gestohlen worden waren. Alkatiri bestritt energisch, dass die Regierung Zivilisten bewaffnet habe. Außenminister José Ramos-Horta nannte diese Vorwürfe ebenfalls „schwer zu glauben“.
Premierminister Alkatiri musste schließlich durch den Druck der Demonstrationen und Staatspräsidents Xanana Gusmão zurücktreten. Sein Nachfolger wurde der parteilose Ramos-Horta. Am 7. März 2007 wurde Lobato wegen illegaler Bewaffnung von Zivilisten zusammen mit drei Mitangeklagten zu siebeneinhalb Jahren Gefängnis verurteilt.
Während der Präsidentschaftswahlen Anfang 2007 warf die FRETILIN Railos vor, er würde im Westen von Liquiçá Wahlkampf für Ramos-Horta betreiben. Ramos-Horta gewann schließlich die Wahl zum neuen Präsidenten. Ende September 2007 erhob die FRETILIN Vorwürfe, der damalige Präsident und jetzige Premierminister Gusmão habe von der Miliz von Railos gewusst und legte zum Beweis dazu einen Passierschein mit der Unterschrift Gusmãos und von Polizeichef Paulo Martins vor.
Railos wurde am 3. Oktober 2007 in seinem Haus nahe Liquiçá verhaftet. Ebenso fünf weitere Mitglieder der Miliz. Der Vorwurf lautet Mord. Im August 2008 durfte Railos zeitweise für eine medizinische Behandlung nach Indonesien ausreisen und kehrte danach nach Osttimor zurück. Am 9. Oktober 2009 wurde Railos wegen unerlaubten Waffenbesitz, Körperverletzung und anderer Straftaten zu 32 Monaten Gefängnis verurteilt. Sein stellvertretender Kommandant Leandro Lobato erhielt 15 Monate.

## Späteres Leben
Railos war 2010 Mitglied der Frenti-Mudança. 2012 trat er als Wahlkampfhelfer vom bisherigen Armeechef Taur Matan Ruak für die Präsidentschaftswahlen auf.